# Sur la piste des Mohawks (roman)
Cet article concerne le roman. Pour le film, voir Sur la piste des Mohawks.
Sur la piste des Mohawks (en anglais : Drums Along the Mohawk est un roman de l'auteur américain Walter D. Edmonds édité en 1936.
L'histoire suit la vie de Gil et Lana Martin, deux colons fictifs de la vallée de la Mohawk (en), dans ce qui l'actuel État de New York, pendant la guerre d'indépendance des États-Unis.
Le livre fait mention de personnages historiques tels que le général Nicholas Herkimer (en), Adam Helmer (en) et William Caldwell. Il présente également des événements historiques tels que la bataille d'Oriskany et l'attaque de German Flatts.
Le roman a été adapté en film par John Ford : Sur la piste des Mohawks (1939).